# Língua cavineña
A língua cavineña (em cavineño: kabina, AFI: [ka.β̞iˈna]), também conhecida como kavinenya, caviña ou kabineña, é um idioma pertencente à família tacana do tronco linguístico pano-tacana. É utilizada pelo povo originário cavineño, o qual tem sua comunidade majoritariamente localizada nos departamentos de Beni e Pando, ao norte da Bolívia.
Após ser reconhecido na Constituição Boliviana de 2009, tornou-se um dos idiomas oficiais do Estado Plurinacional da Bolívia, junto a línguas como aimará, guarani e quéchua. Contudo, possui apenas cerca de 600 falantes, os quais caracterizam 35% dos indivíduos pertencentes a esse grupo étnico, fazendo dessa uma língua classificada como "definitivamente ameaçada" pelo Atlas Mundial das Línguas em Perigo da UNESCO. A perda cultural e a diminuição do número de falantes nativos se deve à forte aculturação pelo contato com o idioma castelhano, além do etnocídio decorrente do processo de colonização.
O estudo da língua teve início durante a inserção da comunidade em missões de origem franciscana, período no qual foi promovido o contato com outros povos residentes no norte da Bolívia, resultando na integração de diversos empréstimos léxicos. Após o fim das missões, o idioma foi estudado pelo Summer Institute of Linguistics (Instituto de Linguística de Verão), grupo evangélico estadunidense responsável pela publicação dos primeiros dicionários para a língua castelhana e da primeira escrita do idioma, com base no alfabeto latino. Desde o início do século XX, a língua cavineña é estudada de forma metodológica por acadêmicos e linguístas, os quais proporcionaram a categorização de seus fenômenos.
O idioma cavineño possui uma morfologia aglutinante com alto grau de síntese, ou seja, a maioria das palavras (especialmente os verbos) são formadas por prefixos e sufixos adicionados a um morfema base, recorrendo, portanto, a um amplo acervo de clíticos e enclíticos. Além disso, é muito sensível à transitividade verbal, com verbos estritamente transitivos ou intransitivos, e possui uma construção de predicados complexos com mais de 50 afixos e modificadores. Ainda, é a primeira língua da Amazônia com casos descritos da voz antipassiva, um tipo de voz verbal com foco no agente enquanto realizador da ação, tornando o objeto um argumento opcional. Atualmente, a escrita é realizada a partir de uma adaptação do alfabeto latino, proposta pelo linguista Antoine Guillaume no contexto da reforma educacional multicultural de 1994.

## Etimologia
O termo cavineño é um exônimo apropriado como autodenominação por esse grupo étnico, apesar de ter sua origem desconhecida. Contudo, existem hipóteses acerca de sua semelhança com a palavra caviña, da língua araona, que significa "metade" ou "parte", relativa a uma subdivisão da comunidade.
Especula-se que os cavineños (ou caviñas) ancestrais, antes do contato com os colonizadores, formavam um clã dentre o povo araona, também de origem tacana. Pela proximidade entre os povos, são perceptíveis elementos culturais semelhantes, e seus idiomas são mutualmente inteligíveis. Entretanto, as narrativas orais comprovam uma linearidade na trajetória histórica dos cavineños, por vezes autodenominados ekwana, endônimo que significa "nós", "gente" ou "grupo".

Posteriormente, o termo de origem araona foi consolidado como etnônimo ao ser utilizado pela Missão Jesus de Cavinas, aldeamento de origem franciscana a qual o povo foi reduzido no século XVIII junto a outras comunidades locais, como os pacaguara e os tirigua, resultando em um processo interétnico que deu origem à atual população cavineña.

Duas crianças cavineñas em frente a uma habitação tradicional (1913)

| Português        | Cavineño   | Araona |
| ---------------- | ---------- | ------ |
| Agora            | Iyakwa     | Dya    |
| Boca             | Ekwatsa    | Cuatsa |
| Braço            | Ebi        | Ebai   |
| Casa             | Etare      | Etai   |
| Cabeça           | Iyuka      | Eshoa  |
| Corpo            | Ekwita     | Cuicha |
| Fogo             | Etiqui     | Cuati  |
| Irmã (mais nova) | Nuu / Enuu | Édoe   |
| Lua              | Badi       | Badi   |
| Mão              | Emetuku    | Eme    |
| Nós              | Ekwana     | Cuama  |

## Distribuição
Atualmente, a maioria dos falantes nativos do idioma cavineño — os quais caracterizam cerca de 35% deste grupo étnico — vivem em comunidades tradicionais ao leste do rio Beni, sendo apenas duas delas à oeste, no departamento de Pando, localizado no território amazônico da Bolívia. Algumas das principais aldeias dessa região são: Galilea, Buen Destino, Carmen Alto e Misión Cavinas, marcadas pela presença de extensas pampas, conhecidas pela população nativa como llanos del mojos.
Alguns cavineños também emigraram para a as cidades de Riberalta e Guayaramerín, onde são a minoria da população local. Além disso, a aldeia de Santa Ana (ou Mapajo) se mantêm isolada das outras comunidades, na região próxima à fronteira brasileira e à margem boliviana do rio Abunã, devido à sua "venda" como mão de obra para a extração de borracha pelos missionários franciscanos em 1940. A manutenção do idioma varia entre comunidades, apesar de haver menor preservação nas regiões mais próximas de Riberalta, onde a língua não é mais utilizada. Já nas comunidades de Misión Cavinas e San Miguel, o cavineño é o principal mecanismo de comunicação, inclusive entre as crianças.

### Línguas relacionadas
A língua cavineña aparenta ser uniforme, de modo que não possui variação dialetal, com poucos registros de divergências entre o léxico de aldeias tradicionais do sul e comunidades modernas do norte. O idioma, junto às línguas ese'ejja, araona, tacana e reyesano (ou maropa), compõe a família linguística tacana. Dentre esse grupo, os idiomas são classificados em três ramificações: takanik, que inclui as línguas araona, tacana e reyesano; chamik, referente ao ese'ejja; e kavinik ao cavineño.
Além das cinco línguas atualmente em uso, existem registros de outros dois idiomas de mesma origem, de exônimos toromona e mabenaro, entretanto, a documentação aprofundada das línguas foi impossibilitada pelo isolamento das comunidades. Apesar da grande diminuição do número de falantes nativos, o cavineño é um dos idiomas menos ameaçados dentre as línguas tacana, devido aos esforços da comunidade para o ensino da língua nas escolas locais frente à carência na infraestrutura e na disponibilidade de materiais didáticos.
Ao longo do século XX, diversos estudos metodológicos apontaram uma provável relação de parentesco entre as línguas da família tacana com as da família pano, buscando reconstruir uma língua proto-pano-tacana, apesar da semelhança entre as famílias não ser linear ou muito intensa. Ainda, outra análise de parentesco agrupou a família mosetén ao conjunto pano-tacana, entretanto, essa perspectiva não é considerada provável. Em outras abordagens as línguas tacana foram incluídas como membros da família arawak, devido à sua proximidade geográfica e o mantimento de certo grau de semelhança entre seus léxicos, apesar de possuírem maior proximidade morfológica e fonológica com a família pano.
| Português | Proto-tacana | Proto-pano |
| --------- | ------------ | ---------- |
| Esposa    | *ewane       | *ʔawini    |
| Fígado    | *etaka       | *takʷa     |
| Fogo      | *ti          | *tʃiʔi     |
| Língua    | *eyana       | *ana       |
| Menino    | *baka        | *βakɨ      |
| Não       | *ma          | *ma        |
| Pele      | *ebiti       | *βitʃi     |
| Rio       | *ena         | *ɨnɨ       |
| Sangue    | *ami         | *imi       |
| Tucano    | *tsoke       | *ʂ okɨ     |

1. ↑  O número total de cognatos é superior ao determinado pela probabilidade da ocorrência de coincidências por chance.'"`UNIQ--ref-0000001A-QINU`"'
2. 1 2 3  Grande parte dos cognatos representam ideias básicas, como partes do corpo humano, atestando que esses não são empréstimos de outras línguas.

Crianças cavineñas tomando banho no rio Beni (1913)

Dentre várias análises acerca da morfologia das línguas, a proximidade entre os idiomas proto-tacana e proto-pano também foi observada a partir de seus padrões silábicos, evidenciando similaridades acerca da frequência em que ocorre cada formação e a ausência de palavras com mais de quatro sílabas.
|                | Proto-tacana | Proto-pano |
| -------------- | ------------ | ---------- |
| Monossílabos   | 7%           | 9%         |
| Dissílabos     | 54%          | 72%        |
| Trissílabos    | 33%          | 18%        |
| Quadrissílabos | 6%           | 1%         |

Entretanto, atualmente, vigoram no estudo dos idiomas tacana e pano problemáticas acerca de seus agrupamentos linguísticos, impossibilitando uma conclusão concreta sobre o tema. Contudo, a principal classificação desse tronco linguístico pode ser realizada como segue:
|  | Matsés      |
|  |             |
|  | Kulina-Pano |
|  |             |
|  | Korubo      |
|  |             |
|  | Matis       |
|  |             |

|  | Kaxarari |
|  |          |

|  | Cashibo |
|  |         |

|  | Shipibo-Konibo |
|  |                |
|  | Kapanawa       |
|  |                |

|  | Amauaca    |
|  |            |
|  | Huni Kui   |
|  |            |
|  | Yaminauá   |
|  |            |
|  | Shanenawá  |
|  |            |
|  | Marinahua  |
|  |            |
|  | Mastanahua |
|  |            |
|  | Chaninawá  |
|  |            |
|  | Arara      |
|  |            |
|  | Yawanawá   |
|  |            |

|  | Chakobo  |
|  |          |
|  | Pakawara |
|  |          |

|  | Poyanawa |
|  |          |
|  | Nukini   |
|  |          |
|  | Iskonawa |
|  |          |

|  | Marubo        |
|  |               |
|  | Katukina-Pano |
|  |               |
|  | Kanamari      |
|  |               |

|  | Shipibo-Konibo |
|  |                |
|  | Kapanawa       |
|  |                |

|  | Amauaca    |
|  |            |
|  | Huni Kui   |
|  |            |
|  | Yaminauá   |
|  |            |
|  | Shanenawá  |
|  |            |
|  | Marinahua  |
|  |            |
|  | Mastanahua |
|  |            |
|  | Chaninawá  |
|  |            |
|  | Arara      |
|  |            |
|  | Yawanawá   |
|  |            |

|  | Chakobo  |
|  |          |
|  | Pakawara |
|  |          |

|  | Poyanawa |
|  |          |
|  | Nukini   |
|  |          |
|  | Iskonawa |
|  |          |

|  | Marubo        |
|  |               |
|  | Katukina-Pano |
|  |               |
|  | Kanamari      |
|  |               |

|  | Matsés      |
|  |             |
|  | Kulina-Pano |
|  |             |
|  | Korubo      |
|  |             |
|  | Matis       |
|  |             |

|  | Kaxarari |
|  |          |

|  | Cashibo |
|  |         |

|  | Shipibo-Konibo |
|  |                |
|  | Kapanawa       |
|  |                |

|  | Amauaca    |
|  |            |
|  | Huni Kui   |
|  |            |
|  | Yaminauá   |
|  |            |
|  | Shanenawá  |
|  |            |
|  | Marinahua  |
|  |            |
|  | Mastanahua |
|  |            |
|  | Chaninawá  |
|  |            |
|  | Arara      |
|  |            |
|  | Yawanawá   |
|  |            |

|  | Chakobo  |
|  |          |
|  | Pakawara |
|  |          |

|  | Poyanawa |
|  |          |
|  | Nukini   |
|  |          |
|  | Iskonawa |
|  |          |

|  | Marubo        |
|  |               |
|  | Katukina-Pano |
|  |               |
|  | Kanamari      |
|  |               |

|  | Shipibo-Konibo |
|  |                |
|  | Kapanawa       |
|  |                |

|  | Amauaca    |
|  |            |
|  | Huni Kui   |
|  |            |
|  | Yaminauá   |
|  |            |
|  | Shanenawá  |
|  |            |
|  | Marinahua  |
|  |            |
|  | Mastanahua |
|  |            |
|  | Chaninawá  |
|  |            |
|  | Arara      |
|  |            |
|  | Yawanawá   |
|  |            |

|  | Chakobo  |
|  |          |
|  | Pakawara |
|  |          |

|  | Poyanawa |
|  |          |
|  | Nukini   |
|  |          |
|  | Iskonawa |
|  |          |

|  | Marubo        |
|  |               |
|  | Katukina-Pano |
|  |               |
|  | Kanamari      |
|  |               |

|  | Ese'ejja |
|  |          |

|  | Cavineña |
|  |          |

|  | Araona   |
|  |          |
|  | Toromono |
|  |          |
|  | Reyesano |
|  |          |
|  | Tacana   |
|  |          |

|  | Ese'ejja |
|  |          |

|  | Cavineña |
|  |          |

|  | Araona   |
|  |          |
|  | Toromono |
|  |          |
|  | Reyesano |
|  |          |
|  | Tacana   |
|  |          |

|  | Matsés      |
|  |             |
|  | Kulina-Pano |
|  |             |
|  | Korubo      |
|  |             |
|  | Matis       |
|  |             |

|  | Kaxarari |
|  |          |

|  | Cashibo |
|  |         |

|  | Shipibo-Konibo |
|  |                |
|  | Kapanawa       |
|  |                |

|  | Amauaca    |
|  |            |
|  | Huni Kui   |
|  |            |
|  | Yaminauá   |
|  |            |
|  | Shanenawá  |
|  |            |
|  | Marinahua  |
|  |            |
|  | Mastanahua |
|  |            |
|  | Chaninawá  |
|  |            |
|  | Arara      |
|  |            |
|  | Yawanawá   |
|  |            |

|  | Chakobo  |
|  |          |
|  | Pakawara |
|  |          |

|  | Poyanawa |
|  |          |
|  | Nukini   |
|  |          |
|  | Iskonawa |
|  |          |

|  | Marubo        |
|  |               |
|  | Katukina-Pano |
|  |               |
|  | Kanamari      |
|  |               |

|  | Shipibo-Konibo |
|  |                |
|  | Kapanawa       |
|  |                |

|  | Amauaca    |
|  |            |
|  | Huni Kui   |
|  |            |
|  | Yaminauá   |
|  |            |
|  | Shanenawá  |
|  |            |
|  | Marinahua  |
|  |            |
|  | Mastanahua |
|  |            |
|  | Chaninawá  |
|  |            |
|  | Arara      |
|  |            |
|  | Yawanawá   |
|  |            |

|  | Chakobo  |
|  |          |
|  | Pakawara |
|  |          |

|  | Poyanawa |
|  |          |
|  | Nukini   |
|  |          |
|  | Iskonawa |
|  |          |

|  | Marubo        |
|  |               |
|  | Katukina-Pano |
|  |               |
|  | Kanamari      |
|  |               |

|  | Matsés      |
|  |             |
|  | Kulina-Pano |
|  |             |
|  | Korubo      |
|  |             |
|  | Matis       |
|  |             |

|  | Kaxarari |
|  |          |

|  | Cashibo |
|  |         |

|  | Shipibo-Konibo |
|  |                |
|  | Kapanawa       |
|  |                |

|  | Amauaca    |
|  |            |
|  | Huni Kui   |
|  |            |
|  | Yaminauá   |
|  |            |
|  | Shanenawá  |
|  |            |
|  | Marinahua  |
|  |            |
|  | Mastanahua |
|  |            |
|  | Chaninawá  |
|  |            |
|  | Arara      |
|  |            |
|  | Yawanawá   |
|  |            |

|  | Chakobo  |
|  |          |
|  | Pakawara |
|  |          |

|  | Poyanawa |
|  |          |
|  | Nukini   |
|  |          |
|  | Iskonawa |
|  |          |

|  | Marubo        |
|  |               |
|  | Katukina-Pano |
|  |               |
|  | Kanamari      |
|  |               |

|  | Shipibo-Konibo |
|  |                |
|  | Kapanawa       |
|  |                |

|  | Amauaca    |
|  |            |
|  | Huni Kui   |
|  |            |
|  | Yaminauá   |
|  |            |
|  | Shanenawá  |
|  |            |
|  | Marinahua  |
|  |            |
|  | Mastanahua |
|  |            |
|  | Chaninawá  |
|  |            |
|  | Arara      |
|  |            |
|  | Yawanawá   |
|  |            |

|  | Chakobo  |
|  |          |
|  | Pakawara |
|  |          |

|  | Poyanawa |
|  |          |
|  | Nukini   |
|  |          |
|  | Iskonawa |
|  |          |

|  | Marubo        |
|  |               |
|  | Katukina-Pano |
|  |               |
|  | Kanamari      |
|  |               |

|  | Ese'ejja |
|  |          |

|  | Cavineña |
|  |          |

|  | Araona   |
|  |          |
|  | Toromono |
|  |          |
|  | Reyesano |
|  |          |
|  | Tacana   |
|  |          |

|  | Ese'ejja |
|  |          |

|  | Cavineña |
|  |          |

|  | Araona   |
|  |          |
|  | Toromono |
|  |          |
|  | Reyesano |
|  |          |
|  | Tacana   |
|  |          |

Devido à interação forçada promovida pelas missões a partir do século XVIII, as línguas tacana estabeleceram trocas com outras línguas de famílias distintas, em especial os idiomas apurinã, iñapari, machineri, mojeño e yine, da família arawak, e línguas isoladas, como o aimará, quéchua, harákmbut, mosetén-chimane e movima.

## História

### História da língua
Pouco se sabe acerca da história cavineña antes do contato com missionários franciscanos em 1761, ano de fundação da Missão Jesus de Cavina, responsável pelo processo de aculturação e promoção de um projeto civilizatório dentro da comunidade.  De acordo com a tradição oral, acredita-se que a população vivia entre os rios Madidi e Beni, onde constantemente enfrentavam rivalidades com os ancestrais da atual comunidade ese'ejja, com destaque à disputa territorial entre os povos. Possivelmente, compunham um clã dentre a comunidade ancestral araona, a qual os nomeava caviños, termo que pode ser traduzido como "metade" ou "parte" de uma aldeia.

Indígenas cavineños dançando e tocando instrumentos tradicionais durante a celebração anual da Missão Jesus de Cavinas (1913)

A memória cavineña carrega uma relação ambígua acerca do papel dos missionários em sua história, por vezes os apontando como responsáveis pela exploração e violência e, em outros momentos, como compreensivos e colaboradores, atuando no estudo da língua e contribuindo na proteção contra os ataques de outros grupos locais. Ainda, subvertendo o que é frequentemente narrado na historiografia, não os descrevem como possuidores de poder irrestrito sobre a comunidade, e demonstram que, com o passar do tempo, esses perderam a força e influência que exerciam no local.
Durante o período de atividade missionária, houveram diversos conflitos entre povos indígenas e não indígenas e entre comunidades originárias locais, destacando-se as disputas entre o povo cavineño e o povo ese'ejja. Nesse contexto, a ocorrência de embates estava principalmente associada à ausência de reconhecimento linguístico e de compreensão entre as populações, ainda que ocorressem entre falantes de idiomas próximos dentre as línguas pano-tacana.
Entre o final do século XIX e a primeira metade do século XX, iniciou-se um período marcado pela atividade extrativista do látex, conhecido como a "febre da borracha", modificando as dinâmicas pré-estabelecidas e isolando parte da população para o trabalho extrativista, aldeia atualmente conhecida Santa Ana (ou Mapajo), a qual está localizada na região próxima à fronteira com o Brasil e não possui qualquer contato com as outras comunidades cavineñas.
No final da década de 1960, os cavineños receberam o Summer Institute of Linguistics (SIL) (Instituto de Linguística de Verão), grupo missionário estadunidense que objetivava a efetivação de um projeto civilizatório de base religiosa evangélica, o qual, apesar de orientar a mudança dos padrões de vida originários, contribuiu para a manutenção do idioma cavineño por meio da documentação e da publicação de dicionários e histórias pessoais, além de proporcionar melhorias na saúde e integridade física da população.
Para as atividades de tradução e construção do dicionário, foi utilizada a ajuda de Alfredo Tabo Amapo, escritor cavineño conhecido pela sua autoetnografia El Eco de las Voces Olvidadas (O Eco das Vozes Esquecidas), na qual o autor objetiva contribuir para a preservação da tradição oral e da história de seu povo. Nesse cenário, a comunidade experienciou um restabelecimento territorial, anteriormente impossibilitado pelas mudanças de gestão das missões e pelos conflitos com outros povos, períodos que forçaram a dispersão dos cavineños para diversos povoados bolivianos, em que permaneceram até o fim da década de 1980.
Após a finalização dos trabalhos do SIL, em 1985, incia-se um momento de forte instabilidade política, pressionando a atuação dos grupos indígenas na reivindicação de seus direitos, como à autonomia, ao território, à pluralidade e à livre expressão cultural, destacando-se a atuação conjunta de inimigos históricos, como os cavineña e os ese'ejja. Ainda, contaram com a colaboração de outros povos vizinhos, como os chacobó, de família linguística pano, para a criação da Central Indígena de la Región Amazônica de Bolívia (Central Indígena da Região Amazônica da Bolívia) (CIRABO).
Desde 2009, a comunidade cavineña se mobiliza politicamente para a efetivação de seus direitos, em especial à Tierra Comunitaria de Origen (TCO) (Terra Comunitária de Origem), que os faria proprietários de seu território ancestral. Para essa finalidade, foi criada a Organização Indígena Cavineña, órgão responsável pela comunicação com o governo municipal para o cumprimento de políticas públicas. Além disso, foi criado o Instituto de la Lengua y Cultura Kabineña (ILCK) (Instituto da Língua e Cultura Cavineña), o qual atua na promoção do ensino do idioma e na preservação da cultura tradicional.

### História da documentação

Olga Nordenskiöld (exploradora) ao lado de uma palmeira em território ancestral cavineño (1913)

Os primeiros registros da língua remontam o período de inserção dessa comunidade nas missões e seu mantimento em regime de semi-escravidão como mão de obra durante a "febre da borracha", entre o fim do século XVIII e as primeiras décadas do século XX, a partir de estudos realizados mediante a coleta de corpora, etnônimos, textos religiosos e notas gramaticais, documentados por missionários, exploradores e administradores locais.
A segunda onda de descrição ocorreu entre as décadas de 1960 e 1990, mediante o estudo de missionários estadunidenses do Summer Institute of Linguistics, os quais documentaram e publicaram textos não religiosos, histórias pessoais, rascunhos da gramática da língua e dicionários de tradução para o idioma castelhano. Além disso, disponibilizaram os primeiros estudos em tópicos específicos da língua cavineña, como fenômenos fonéticos e fonológicos, sistemas pronominais, afixos de movimento e complementos.
Por fim, na última década do século XX, foi iniciada a terceira onda de estudos e investigações metodológicas por acadêmicos e linguistas, relacionando as gramáticas das línguas tacanas e formulando hipóteses acerca da existência de um idioma proto-pano-tacana, o qual deu origem às línguas amazônicas do tronco pano-tacana. O principal material de descrição dos fenômenos da língua é o livro A Grammar of Cavineña (2008) (Uma Gramática do Cavineña), de autoria do linguista Antoine Guillaume.

## Fonologia

### Consoantes
A língua cavineña possui um inventário composto por 20 fonemas consonantais, os quais, majoritariamente, se mantêm constantes em seu uso, preservando seus locais e modos de articulação independentemente de outros fonemas próximos, com apenas um caso de variação alofônica. Nesse sentido, fonemas desvozeados sem pares vozeados, como o /t͡ɕ/, /ɕ/ e /h/, nunca sofrem vozeamento, e, da mesma forma, sons como /ɺ/, /ʎ/, /ɲ/ e /j/ não sofrem desvozeamento. O vozeamento é contrastante apenas nas consoantes plosivas bilabial, alvéolo-palatal e palatal.
O fonema mais notável do idioma é o flap lateral alveolar /ɺ/, articulado a partir da junção da retroflexão da ponta da língua adicionada a uma oclusão momentânea da cavidade oral e da liberação lateral de ar.
|             |             | Bilabial | Alveolar | Alvéolo-palatal | Palatal | Velar | Labiovelar | Glotal |
| ----------- | ----------- | -------- | -------- | --------------- | ------- | ----- | ---------- | ------ |
| Plosiva     | desvozeada  | p ⓘ      | t ⓘ      |                 | c ⓘ     | k ⓘ   | kʷ ⓘ       |        |
| Plosiva     | vozeada     | b ⓘ      | d ⓘ      |                 | ɟ ⓘ     |       |            |        |
| Nasal       | Nasal       | m ⓘ      | n ⓘ      |                 | ɲ ⓘ     |       |            |        |
| Africada    | Africada    |          | t͡s ⓘ     | t͡ɕ ⓘ            |         |       |            |        |
| Fricativa   | Fricativa   |          | s ⓘ      |                 | ɕ ⓘ     |       |            | h ⓘ    |
| Aproximante | Aproximante | β̞ ⓘ      |          |                 | j ⓘ     |       | w ⓘ        |        |
| Lateral     | Lateral     |          | ɺ ⓘ      |                 | ʎ ⓘ     |       |            |        |

A consoante /w/ apresenta variação alofônica, alterando seu modo de articulação de acordo com a vogal seguinte. É articulada como uma aproximante labiovelar [w] antes da vogal /a/ e como aproximante bilabial /β̞/ antes de vogais anteriores (/i/ e /e/), nunca precedendo /ʊ/, como nos exemplos:
- wani  [wani]  "fumaça"

- wika [β̞ika]  "gancho"

- wekaka [β̞ekaka] "dia"

#### Palatalização
A palatalização é um fenômeno marcante no idioma, podendo ser aplicada para todos os fonemas alveolares presentes na língua, independentemente de seus modos de articulação. Ocorre quando as consoantes alteram o ponto original onde são articuladas e atuam na região palatal, como em:
- tata-ki [tataki] "com o pai" e tya-taki [cataki] "pode dar/doar"
- ada- [ada] "adicionar" e adya [aɟa] "contaminar"
- atsa [at͡sa] "veneno" e chacha [t͡ɕat͡ɕa] "vivo"
- sipi- [sipi] "concertar' e shipi [ɕipi] "sobrancelha"
- wira- [wiɺa] "urinar" e willa- [wiʎa] "estar entediado (com algo)"
- ina- [ina] "pegar" e iñakwa [iɲakwa] "carrapato"

#### Labialização
A labialização é um recurso utilizado no idioma apenas na posição de articulação velar, envolvendo o arredondamento dos lábios em adição à articulação usual de um fone, como em:
- ekana [ekana] "eles" e ekwana [ekʷana] "nós"
- mi-ke [mike] "ela" e mi-kwe [mikʷe] "dele/dela"

### Vogais
O idioma possui quatro fonemas vocálicos (/i/, /a/, /e/ e /ʊ/), sem apresentar distinções sobre a nasalização ou a duração de cada fone. Ocasionalmente, o fonema /e/ pode ser pronunciado com uma articulação mais aberta, semelhante ao fone [ɛ], enquanto o fonema /ʊ/ pode ser articulado de maneira levemente mais aberta e arredondada, semelhante ao fone [o].
|               | Anterior | Central | Quase posterior |
| ------------- | -------- | ------- | --------------- |
| Fechada       | i ⓘ      |         |                 |
| Quase fechada |          |         | ʊ ⓘ             |
| Semifechada   | e ⓘ      |         |                 |
| Aberta        |          | a ⓘ     |                 |

O contraste vocálico é perceptível em pares mínimos, como nos exemplos:
- [iba] "onça"
- [eba] "visto (verbo)"
- [aba] "pupunha (especiaria)"
- [ʊba] "espuma"

#### Encontros vocálicos
A formação de ditongos não possui restrições acerca da combinação das vogais, de modo que todos os pares podem ser utilizados na língua (incluindo vogais idênticas), totalizando 16 ditongos. Ainda, uma pausa glotal é ocasionalmente utilizada para separar as vogais sem alterar o significado das expressões.
| Ditongo | Exemplo na língua | Tradução para o português |
| ------- | ----------------- | ------------------------- |
| [ii]    | dii               | mosquito                  |
| [iʊ]    | eje-ji-u          | bem? (interrogativo)      |
| [ie]    | jietana-          | ficar bem                 |
| [ia]    | wiatsura          | rio acima                 |
| [ee]    | jejee             | sim                       |
| [ei]    | bei               | lago                      |
| [ea]    | peadya            | um                        |
| [eʊ]    | e-usi             | irmão mais velho          |
| [aa]    | baara             | febre                     |
| [ai]    | chai              | passarinho (genérico)     |
| [ae]    | jae               | peixe                     |
| [au]    | jau               | irmão mais velho          |
| [uu]    | duu               | bugio (macaco)            |
| [ui]    | pui               | cigarra                   |
| [ue]    | tu-eke            | alí                       |
| [ua]    | yuama             | ruim                      |

Os tritongos são formações menos comuns na língua, aparecendo em um número restrito de expressões, como:
| Tritongo | Exemplo na língua | Tradução para o português |
| -------- | ----------------- | ------------------------- |
| [ʊai]    | anuai             | batata doce               |
| [aiʊ]    | dyai-u-si         | muito preguiçoso          |
| [eaʊ]    | e-a-u             | afetar (potencialmente)   |

### Tons
O cavineño é um idioma não tonal, ou seja, não faz uso de um sistema de tons como recurso de contraste entre palavras com significados distintos, como ocorre em línguas como o iorubá, mandarim e navajo. A variação entre tons está relacionada à função prosódica.

### Prosódia
A prosódia na língua cavineña é caracterizada pela distinção entre os tons alto (A) e médio (M), seguindo um padrão no qual a primeira sílaba sempre recebe tom alto, as duas últimas sílabas recebem tom médio e o tom alto da primeira sílaba se "espalha" para todas as sílabas exceto as duas últimas. O padrão prosódico pode ser descrito pela fórmula Aⁿ(M)M.
| N° de sílabas | "n" | Padrão prosódico | Exemplo na língua           |
| ------------- | --- | ---------------- | --------------------------- |
| 2 sílabas     | n=1 | AM               | ákwi "árvore"               |
| 3 sílabas     | n=2 | AMM              | mátuja "jacaré"             |
| 4 sílabas     | n=3 | AAMM             | jútákiju "logo"             |
| 5 sílabas     | n=4 | AAAMM            | wésá-tána-tsu "levantei"    |
| 6 sílabas     | n=5 | AAAAMM           | kwéjá-méré-kware "foi dito" |

Apesar de não possuir contrastes do domínio prosódico para frases declarativas, interrogativas ou imperativas, a língua apresenta recursos de entonação que modificam o padrão descrito, com as funções de enfatizar uma ideia, indicar o fim de um enunciado ou intensificar a qualidade expressa por um adjetivo.

#### Contorno conclusivo
O contorno conclusivo é utilizado como modo de indicar a finalização de um enunciado, apresentando duas sílabas com tom baixo (B) no final da última palavra de uma sentença, em oposição aos dois tons médios da prosódia usual. Esse padrão requer um mínimo de três sílabas devido à necessidade de contraste entre os tons, podendo ser expresso pela fórmula AⁿBB, como em:
- Járá-búte-tsu bétsá-kwàrè "Eu me deitei (em minha jangada) e eu nadei".

#### Contorno enfático
O contorno enfático diferencia-se do padrão prosódico usual pela ausência de espalhamento do tom alto para as sílabas seguintes, sendo descrito pela fórmula A(Mⁿ)M, de modo que apenas a primeira sílaba recebe tom alto, enquanto o restante da expressão apresenta tom médio. Tipicamente, esse fenômeno ocorre apenas na primeira palavra de um enunciado, e, em alguns casos, a vogal presente na primeira sílaba pode sofrer alongamento, como na frase:
- Chá:makama ápúpú-ya=ju jú-dírú-kwàrè "Finalmente, enquanto estava escurecendo, eu cheguei".

#### Contorno intensificador
O contorno intensificador tem a função de destacar a característica expressa por um adjetivo. Esse recurso apresenta-se como uma combinação entre o prolongamento de uma vogal, a presença do tom alto apenas na penúltima sílaba e a ampliação da duração das consoantes seguintes, sendo aplicado ao adjetivo e seguindo o padrão MⁿAM (para frases não conclusivas) ou MⁿAB (para frases conclusivas), como em:
- Sikaká:-da kúrakwa átá=kwànà "Os ese'ejjas (lit. parentes de papagaios) são muito barulhentos".

### Fonotática
O padrão silábico do idioma cavineño segue o modelo (C)V, ou seja, uma consoante (C) seguida de uma vogal  (V) ou uma vogal isolada. Ambas as possibilidades de estrutura silábica podem ocorrer tanto internamente quanto no início de uma palavra, como nos exemplos: 
| Padrão silábico | Exemplo na língua | Transcrição fonética | Tradução para o português |
| --------------- | ----------------- | -------------------- | ------------------------- |
| V.V             | ai                | [a.i]                | *morfema interrogativo    |
| V.CV            | aja               | [a.ha]               | macaco-prego              |
| CV.V            | dii               | [di.i]               | mosquito                  |
| CV.CV           | bari              | [ba.ɺi]              | tamanduá-bandeira         |

De acordo com os padrões do idioma, uma palavra fonológica deve ser composta de, no mínimo, duas sílabas. Contudo, a língua não possui restrições máximas acerca da quantidade de sílabas em uma palavra devido à sua natureza polissintética, permitindo a adição de diversos afixos às raízes das palavras, como em:
- e-kwaa=tsewe=ama [e.kʷa:.t͡se.we.a.ma] "não com minha mãe"

Qualquer consoante pode ocupar o início da primeira sílaba de uma palavra, contudo, existem restrições acerca das vogais que podem seguir consoantes específicas:
1. A consoante /j/ ⟨y⟩ não pode ser seguida da vogal /i/, e é apenas seguida da vogal /e/ em três casos: iye- "matar (alguém)", piye- "imitar (alguém) e juye "boi".
2. As consoantes /c/ ⟨ty⟩, /ɟ/ ⟨dy⟩, /ʎ/ ⟨ll⟩ e /ɲ/ ⟨ñ⟩ nunca aparecem antes das vogais anteriores (/i/ e /e/).
3. A consoante /t͡s/ ⟨ts⟩ nunca é seguida da vogal /i/.
4. As consoantes /w/ ⟨w⟩ e /kʷ/ ⟨kw⟩ nunca são seguidas da vogal /ʊ/.

#### Empréstimos de outras línguas
A língua cavineña possui em seu vocabulário empréstimos de outros idiomas, como o castelhano e o aimará, os quais foram integrados ao seu sistema fonético. Contudo, subvertendo o padrão (C)V de formação das palavras nativas, nota-se a presença de encontros consonantais em palavras parcialmente integradas, especialmente das consoantes ⟨nd⟩, ⟨nk⟩, ⟨st⟩, ⟨ty⟩, ⟨sk⟩ e ⟨rt⟩, como em:
- bandia [ban.dia] "bom dia" (do espanhol: buenos dias)
- tunka [tun.ka] "dez" (do aimará: tunka)
- marteshi [mar.te.ɕi] "terça-feira" (do espanhol: martes)
- puskuruku [pus.ku.ɺu.ku] "nove" (do aimará: pusiqalq'o)

#### Epêntese
A epêntese na língua cavineña é caracterizada pela adição da vogal /ʊ/ no fim de uma raiz verbal monossilábica quando esta não é acrescida de qualquer afixo. Esse fenômeno é decorrente da restrição presente no idioma de que qualquer palavra possua um mínimo de duas sílabas, como ocorre nos exemplos:
- ba-u [ba.ʊ] "ver (+ epêntese)"

- be-u [be.ʊ] "trazer (+ epêntese)"
- je-u [he.ʊ] "vir (+ epêntese)"

## Ortografia
A ortografia da língua cavineña é realizada a partir de adaptações do alfabeto latino. A primeira escrita no idioma foi efetuada durante os estudos dos missionários do Summer Institute of Linguistics, na qual fonemas como /k/ eram escritos como ⟨qu⟩, de modo a estabelecer aproximações com a língua castelhana, utilizada pela maioria da população boliviana e por grande parte dos cavineños.
Em 1996, no contexto da reforma educacional multicultural, o linguista Antoine Guillaume propôs modificações ao alfabeto cavineño, objetivando uma maior acessibilidade dos falantes em faixa etária infantil e diferenciando seu sistema ortográfico da ortografia da língua castelhana, de modo que as crianças estabelecessem uma conexão identitária com o alfabeto próprio de sua comunidade.
Em 2008, Guillaume propôs uma nova revisão ortográfica, na qual os grafemas ⟨ll⟩ e ⟨ñ⟩ foram substituídos por ⟨ry⟩ e ⟨ny⟩, com o intuito de indicar que fariam parte de uma série de consoantes palatais, contudo, de acordo com o escritor cavineño Alfredo Tabo Amapo, a atual ortografia utilizada pela comunidade permanece com os grafemas apresentados na proposta de 1996.
O alfabeto cavineño conta com 24 letras, dentre as quais 4 representam as vogais e 20 as consoantes. A direção da escrita é realizada da esquerda para a direita e de cima para baixo em linhas horizontais.
| Letra | Nome | Fonema (AFI)   | Possíveis aproximações para o português   |
| ----- | ---- | -------------- | ----------------------------------------- |
| A     | a    | /a/ ⓘ          | amor                                      |
| B     | ba   | /b/ ⓘ          | batata                                    |
| Ch    | cha  | /t͡ɕ/ ⓘ         | Som não utilizado no português.           |
| D     | da   | /d/ ⓘ          | dente                                     |
| Dy    | dya  | /ɟ/ ⓘ          | pedinte (dialeto sulista)                 |
| E     | e    | /e/ ⓘ          | dedo                                      |
| I     | i    | /i/ ⓘ          | iguana                                    |
| J     | ja   | /h/ ⓘ          | rio (dialetos nortista e nordestino)      |
| K     | ka   | /k/ ⓘ          | corpo                                     |
| Kw    | kwa  | /kʷ/ ⓘ         | equação                                   |
| Ll    | llu  | /ʎ/ ⓘ          | galho                                     |
| M     | ma   | /m/ ⓘ          | morcego                                   |
| N     | na   | /n/ ⓘ          | nuvem                                     |
| Ñ     | ñu   | /ɲ/ ⓘ          | Semelhante ao diminutivo "casinha"        |
| P     | pa   | /p/ ⓘ          | pena                                      |
| R     | ra   | /ɺ/ ⓘ          | Som não utilizado no português.           |
| S     | sa   | /s/ ⓘ          | sapato                                    |
| Sh    | sha  | /ɕ/ ⓘ          | Som não utilizado no português.           |
| T     | ta   | /t/ ⓘ          | tatu                                      |
| Ts    | tsa  | /t͡s/ ⓘ         | participação                              |
| Ty    | tyu  | /c/ ⓘ          | quieto                                    |
| U     | u    | /ʊ/ ⓘ          | livro                                     |
| W     | wa   | /w/ ⓘ ou /β̞/ ⓘ | brabo (português uruguaio ou "portunhol") |
| Y     | ya   | /j/ ⓘ          | iodo                                      |

### Grafemas
Para a escrita da língua, são utilizados recursos como o uso de hífens ⟨-⟩, com o intuito de sinalizar a separação de morfemas, e o uso do sinal de igualdade (=), para indicar a presença de clíticos, como no exemplo:
- Baji-da=dya ju-kware "Eu estava com medo".

Outros sinais de uso frequente na escrita do idioma são a exclamação ⟨!⟩, com o intuito de destacar uma ideia, e a interrogação ⟨?⟩, com o intuito de apontar uma frase interrogativa, a qual não possui uma entonação específica no discurso, como na frase:
- Ne-k-iye-ti-ume! Ai=tu-ke=mi mare-wa? "Não se matem! No que você atirou?"

O uso de sinais gráficos como ⟨`⟩ e ⟨´⟩ está restrito aos estudos fonológicos como indicadores dos tons prosódicos, não sendo utilizados na escrita prática da língua. Da mesma forma, os sinais de ⟨.⟩ e ⟨:⟩ representam, respectivamente, a separação silábica e o alongamento de vogais para as transcrições fonéticas, e, na escrita do idioma, são utilizados apenas como pontuações, ou seja, como recursos de orientação da leitura.

## Gramática

### Pronomes

#### Pronomes pessoais
Devido ao seu alinhamento morfológico ergativo-absolutivo, a língua cavineña possui distinções acerca da formação dos pronomes pessoais em diferentes funções sintáticas. Em línguas com esse alinhamento, o sujeito de verbos intransitivos e os objetos de verbos transitivos possuem a mesma formação morfológica, descritos como pronomes do caso absolutivo, enquanto os sujeitos de verbos transitivos, denominados pronomes do caso ergativo, recebem marcações como um recurso de distinção. Na língua, a marcação de caso gramatical é realizada a partir da adição do morfema -ra ao final dos pronomes do caso ergativo.
Além do caso gramatical, o idioma possui marcas de número, opondo singular, dual e plural. O singular — no caso absolutivo — é marcado pelo morfema -ke, enquanto o dual é marcado por -tse e o plural por -kwana (primeira ou segunda pessoas) ou -na (terceira pessoa). Ademais, a língua apresenta contraste na morfologia dos pronomes de terceira pessoa, os quais podem ser caracterizados como "neutros" ou "próximos", indicando o grau de distância do enunciador à entidade a qual este se refere.

Os pronomes pessoais podem ser atribuídos à qualquer entidade, como pessoas, animais, plantas ou objetos, e a língua não apresenta distinção acerca de gênero gramatical.
| Caso       | Pessoa       | Singular | Dual      | Plural      |
| ---------- | ------------ | -------- | --------- | ----------- |
| Absolutivo | 1ª           | i-ke     | ya-tse    | e-kwana     |
| Absolutivo | 2ª           | mi-ke    | me-tse    | mi-kwana    |
| Absolutivo | 3ª (neutra)  | tu-ke    | ta-tse    | tu-na       |
| Absolutivo | 3ª (próxima) | riya-ke  | re-tse    | re-na       |
| Ergativo   | 1ª           | e-ra     | ya-tse-ra | e-kwana-ra  |
| Ergativo   | 2ª           | mi-ra    | me-tse-ra | mi-kwana-ra |
| Ergativo   | 3ª (neutra)  | tu-ra    | ta-tse-ra | tu-na-ra    |
| Ergativo   | 3ª (próxima  | riya-ra  | re-tse-ra | re-na-ra    |

Senhor Yúna, antigo cacique do povo cavineño (1913)

- E-ra duju-kware ekana. "Eu os/as levei" (caso ergativo)
- I-ke babi=ra kwa-ya "Eu vou caçar" (caso absolutivo)

#### Pronomes possessivos
Os pronomes possessivos, também referenciados no estudo da língua cavineña como "pronomes dativos", são utilizados como indicadores de posse de uma entidade sob um objeto, atuando sintaticamente de duas maneiras distintas, caracterizando o sujeito como um "beneficiador", ou seja, aquele que recebe a posse de algo, ou como um "agente", aquele que adquire a posse de algo.
A morfologia dos pronomes possessivos é determinada pela adição do morfema "-ja" às raízes pronominais de número, assim como para os pronomes pessoais, mantendo a distinção entre a terceira pessoa "próxima" e "neutra". Para o singular, especificamente para a primeira e segunda pessoas, a formação dos pronomes segue um padrão irregular, no qual ocorre a labialização do fonema /k/ q ue se torna /kʷ/.
| Pessoa       | Singular | Dual      | Plural      |
| ------------ | -------- | --------- | ----------- |
| 1ª           | e-kwe    | ya-tse-ja | e-kwana-ja  |
| 2ª           | mi-kwe   | me-tse-ja | mi-kwana-ja |
| 3ª (neutra)  | tu-ja    | ta-tse-ja | tu-na-ja    |
| 3ª (próxima) | riya-ja  | re-tse-ja | re-na-ja    |

- E-kwe pa-ju metara! "Deixe o anel ser meu!" i.e. eu gostaria de ter o anel (sujeito agente)
- Sare-ti-kwe ekwana-ja ara=ishu=ke! "Vá buscar algo para nós comermos!" (sujeito beneficiador)

### Verbos
A estrutura dos predicados na língua cavineña tem as raízes verbais como núcleos de apoio aos afixos modificadores, podendo, ainda, contar com um verbo auxiliar, utilizado para a transmissão de informação gramatical. Os afixos podem ser pré-verbais (prefixos) ou pós-verbais (sufixos), dependendo de sua função enquanto modificadores, e os verbos são distinguidos entre "flexionais", aqueles que podem ser diretamente acrescidos de afixos ou "inflexionais", aqueles que não podem receber afixos e, por isso, demandam o uso de um verbo auxiliar para carregar o conteúdo gramatical.
O idioma contrasta cinco tipos de afixos flexionais, os quais atuam como modificadores verbais e são mutualmente exclusivos: "tempo-aspecto-modo (TAM)", utilizado em frases declarativas ou interrogativas; "conector", o qual estabelece um elo com uma oração subordinada de natureza temporal; e os afixos de comando "hortativo", direcionado à primeira pessoa, "imperativo", direcionado à segunda pessoa, ou "jussivo", direcionado à terceira pessoa.

#### Afixos TAM
Os afixos de tempo-aspecto-modo, também chamados no estudo das línguas tacana pela sigla TAM, ocupam a mesma posição no predicado e são utilizados tanto em afirmações como em perguntas, mesclando elementos de tempo, referentes ao estado temporal; modo, atrelados à posição do falante em relação à ação; e aspecto, relativo à duração e as características de uma ação verbal. Os sufixos de tempo formam um sistema composto por três níveis de distância no passado (remoto, recente e imediato) e dois níveis de distância no futuro (presente ou próximo e futuro remoto).
Acerca do elemento aspectual, a língua conta com os sufixos "perfeito" e "imperfeito", os quais caracterizam, respectivamente, atos imediatos ou concluídos no passado e ações habituais ou progressivas. Ainda, atrelado ao elemento modal, nota-se o uso de um sufixo que indica a ocorrência de eventos futuros como contingente a outro evento, podendo ser traduzido como "potencialmente (caso x aconteça)".
| Afixo  | Função                                                         | Exemplo na língua                                                       | Tradução                                                                                       |
| ------ | -------------------------------------------------------------- | ----------------------------------------------------------------------- | ---------------------------------------------------------------------------------------------- |
| -kware | Passado remoto (há 1 ano)                                      | Junio=ju e-diji=ju mere ju-kware.                                       | "Em junho do ano passado eu estava trabalhando na estrada".                                    |
| -kware | Passado remoto (na criação da Terra)                           | Baba=kwana tu ani-kware yawa nana da=ju.                                | "Os avós viveram no mundo novo".                                                               |
| -chine | Passado recente (há um dia)                                    | Malili=ja e-bakujuna=ke=ra kweja-ti-chine riyabarepa las siete y media. | "Ontem, às sete e meia, a filha de Malili veio me informar (sobre isso)"                       |
| -chine | Passado recente (há 11 meses)                                  | Julio=ju Reye=ju kirika mere ju-chine.                                  | "Em julho do ano passado (há 11 meses) eu estava em Reyes trabalhando na escrita de um livro". |
| -buke  | Futuro remoto                                                  | E-bakwa=kwana bawe ju-buke.                                             | "Nossas crianças saberão de nossas tradições".                                                 |
| -buke  | Futuro incerto                                                 | I-ke muke mere=ra kwa-buke peya mara enero=ju.                          | "Eu vou colher castanhas-do-brasil próximo ano em janeiro".                                    |
| -ya    | Imperfeito                                                     | Aikwana pere dyake=dya=jutidya ju-jara-ya                               | "Eu estava deitado em cima da jangada".                                                        |
| -ya    | Presente                                                       | Iyakwa re-wa i-ke neti-ya.                                              | "Agora eu moro aqui".                                                                          |
| -ya    | Futuro próximo                                                 | Metajudya tu-ke a-ya e-tare.                                            | "Amanhã eu vou fazer meu ninho" (o bacurau diz quando chove).                                  |
| -ya    | Habitual                                                       | Yawa=ju shana ekana ani-ya.                                             | Elas sentavam no chão, pobres mulheres".                                                       |
| -wa    | Perfeito                                                       | E-kwe ebakwa=kwana bakwe tawi-wa                                        | "Minhas crianças dormiram na viagem".                                                          |
| -wa    | Passado imediato (no mesmo dia, anterior ao tempo do discurso) | Ai tu-ke mi mare-wa?                                                    | "No que você (acabou de) atirar?"                                                              |
| e-…-u  | Potencialmente                                                 | E-ra mi e-bawitya-u i-ke bawe=kwana=ke                                  | "Eu posso te ensinar o que eu sei (se você vier comigo)".                                      |

#### Afixos de comando
Os afixos de comando são utilizados para estabelecer ordens, deveres ou recomendações, tanto positivas quanto negativas, e são divididas entre "hortativos", para uma recomendação ao próprio emissor, ou seja, direcionada à primeira pessoa; "imperativos", para uma recomendação individual ou coletiva designada à uma segunda pessoa; e "jussivos", para uma recomendação direcionada à terceira pessoa.

##### Afixos hortativos
Os afixos hortativos são utilizados para indicar uma recomendação para o próprio emissor ou para um grupo ao qual pertence. Essa construção verbal é sensível aos contrastes de número, sendo eles singular, dual e plural. Diferentemente de outros afixos de comando, os afixos hortativos não possuem um morfema específico para a negação, e, por isso, fazem uso da partícula negativa regular =ama.
| Número gramatical | Afixo hortativo | Exemplo na língua                               | Tradução                                            |
| ----------------- | --------------- | ----------------------------------------------- | --------------------------------------------------- |
| Singular          | pa-             | Ikwene e-ra e-kwe rimu pa-keti!                 | "Deixe-me primeiro pegar um limão para mim!"        |
| Dual              | ne-             | Ne-iye chai=kwana.                              | "Vamos (nós dois) caçar (lit. matar pássaros)."     |
| Plural            | ne-...-ra       | Jutakiju gobierno ne-baka-ra ekwana tsawa=ishu! | "Então, nós devemos pedir que o governo nos ajude!" |

##### Afixos imperativos
Os verbos adicionados de afixos imperativos tem um sujeito de segunda pessoa, indicando que a recomendação é realizada para o receptor da mensagem. São distinguidas as funções negativa ou positiva e direcionados para uma entidade individual ou para um grupo, sem diferenciar o dual do plural, diferentemente dos afixos hortativos.
|          | Número gramatical | Afixo imperativo | Exemplo na língua                | Tradução                                         |
| -------- | ----------------- | ---------------- | -------------------------------- | ------------------------------------------------ |
| Positivo | Singular          | -kwe             | Mi-ke ikwene kueti-kwe!          | "Passe você primeiro!"                           |
| Positivo | Não-singular      | ne-...-kwe       | Ne-je-nuka-kwe lasiete chine=ju! | "Venham (vocês dois) novamente às sete da noite" |
| Negativo | Singular          | -ume             | Mi-ke je-ume!                    | "Você, não venha!"                               |
| Negativo | Não-singular      | ne-...-ume       | Ne-k-iye-ti-ume!                 | "Não se matem!"                                  |

##### Afixo jussivo
Uma palavra verbal composta de afixo jussivo funciona como um comando direcionado à uma terceira pessoa, possuindo apenas o morfema pa- como sufixo para essa função, independentemente de número gramatical ou da distinção entre comando positivo ou negativo. Para frases negativas, assim como para o caso hortativo, é utilizado o morfema =ama. Nota-se, também, que o sufixo é homófono do singular hortativo, indicando uma possível relação histórica entre as partículas.
- Esiri=ke pa-diru! "Deixe o senhor sair!" (singular jussivo)
- Tuna-ra pa-isara-ti. "Deixe-os falar com eles" (não-singular jussivo)

#### Afixo conectivo
O afixo conectivo "-(a)tsu" é utilizado para estabelecer coesão entre uma oração principal e uma oração subordinada, geralmente de natureza temporal, como em:
- Babi=ra kwa-atsu tu-ja tu tsuru-kware peadya matuja. "Indo caçar, ele encontrou um jacaré".

#### Sufixos aktionsart
Os sufixos aktionsart são designados partir de uma classificação similar de categorias verbais na língua tariana, da família arawak, e são uma construção notável do idioma cavineño pela sua variedade semântica — aproximadamente 30 sufixos —, presente em poucos idiomas. Possuem diversas funções na complementação do sentido dos verbos, como de aspecto, de movimento e de momento do dia. Exemplos de sufixos das duas últimas funções são ti-, para ações de movimento temporário, e wekaka-, para ações realizadas à tarde. Os sufixos aktionsart relacionados ao aspecto verbal são:
| Sufixo       | Significado                                                                    |
| ------------ | ------------------------------------------------------------------------------ |
| -tere/-tirya | Sujeito é completamente afetado pelo verbo.                                    |
| -bisha       | Sujeito é parcialmente afetado pelo verbo.                                     |
| -jaka        | A ação verbal foi interrompida.                                                |
| -tibune      | Início da ação verbal.                                                         |
| -jeri/-neri  | A ação verbal não teve sucesso.                                                |
| -nuka        | A ação verbal foi reiterada.                                                   |
| -baka        | A ação verbal foi realizada em um curto espaço de tempo.                       |
| -siri        | A ação verbal teve uma longa duração.                                          |
| -wisha       | A ação verbal foi realizada com um ritmo acelerado.                            |
| -bare        | Os dois sujeitos de uma frase foram afetados pelo verbo de maneira individual. |
| -(ne)ni      | O evento verbal foi distribuído em um espaço de tempo ou local.                |

O uso dos sufixos aktionsart de aspecto pode ser observado nas frases:
- Tiru-tere-wa e-kwe budari "Minha banana queimou-se completamente".
- Ara-bisha-ya=ni=tu-ke mi earaki "Eu acho que a comida vai sobrar (lit. não foi comida completamente)".
- Amena nei=dyadi ju-jaka-chine "A chuva parou (lit. deixou de ser)".

### Sentença
O idioma cavineño possui um alinhamento ergativo-absolutivo, ou seja, os sujeitos de verbos intransitivos são morfologicamente semelhantes aos objetos de verbos transitivos, em oposição aos sujeitos de verbos transitivos. Além disso, a ordem dos constituintes segue, majoritariamente, o padrão SVO (Sujeito, Verbo, Objeto). Contudo, em orações transitivas básicas, é possível permutar a posição dos constituintes sem impactos na compreensão semântica das frases, devido à marcação do sujeito pelo morfema do caso ergativo =ra, como em:
- Iba=ra=tu (S) iye-chine (V) takure (O)  "A onça comeu a galinha"
- Iba=ra=tu (S) takure (O) iye-chine (V) "A onça comeu a galinha (lit. a onça a galinha comeu)"
- Iye-chine=tu (V) iba=ra (S) takure (O) "A onça comeu a galinha (lit. comeu a onça a galinha)"
- Takure=tu (O) iba=ra (S) iye-chine (V) "A onça comeu a galinha (lit. a galinha comeu a onça)"

A formação de frases é frequentemente livre, devido à maior relação com aspectos pragmáticos atrelados ao contexto do discurso em contraste às regras gramaticais, de modo que os únicos constituintes que possuem uma posição fixa na oração são as partículas de "primeira posição", que devem estar no início da frase. Exemplos dessas partículas são are que indica uma sentença interrogativa e deka que indica uma frase condicional:
- Are ura mikwana-ja? "Você pode me dizer que horas são? (lit. você pode me dar as horas?)".
- Deka=tu-ke=mi-ra=mi-kwe ebakwa=kwana e-iye-diru-u ka-reke-ti-ya=ke "Você pode matar seus filhos se tentar cruzar o rio".

## Vocabulário

### Relato

Salvador, homem cavineño contador de histórias (1913)

Em maio de 2001, na cidade de Riberalta, Alfredo Tavo — responsável pela organização da Central Indígena da Região Amazônica da Bolívia (CIRABO) — gravou um relato em sua língua nativa acerca de sua visita à aldeia do povo araona, em 1995, quando a comunidade sofreu um conflito interno. De acordo com seu relato, os araonas entraram em contato com a CIRABO por meio de transmissores de rádio, e, em seguida, Alfredo foi encarregado de prestar ajuda à população. Ao chegar no local, o líder cavineño reuniu o grupo em uma sala de reunião e pediu a ajuda de seu conhecido, Tsimi, para que traduzisse seu discurso:
| Cavineño | Português |
| --- | --- |
| "Ekwana ekwana kawaiti-tsu mikwana=bucha=ama ekwana. Dyake ji-da ekwana ka-naru-ti-ya peya=kwana=ra ejebucha e-a-u=ju. Ejebuchaju ekwana kawaiti-ya=dya datse jadya=kwita=dya di ekwana ju-ya=ama mikwana ju-ya=bucha. Ani-nuka-ya=dya tu peya kware=kwana, chakubu=kwana, eseeja=kwana... Aijama tu tuna-ja=dya di jadi=ke. Jadya ani-e ne-ju-ume! Iyuwe-da ne-ka-ba-ti-kwe! Iyuwe-da ka-ba-ti-tsu ne-ani-kwe! Ata=kama mikwana. Mikwana mikwana arauna=kwana." | "Quando nós, cavineños, ficamos chateados, nós não somos como vocês. Nós nos ajudamos quando os outros nos machucam. Mas nós definitivamente não somos assim, como vocês são. Existem outros povos, os chacobós, os ese'ejjas... O que existe aqui não existe para nenhum deles. Não vivam assim! Amem uns aos outros! Vivam amando uns aos outros! Vocês são sua única família. Vocês são araonas." |

### Onomatopeias
As onomatopeias são recursos expressivos que representam sons. Na língua cavineña, são utilizadas para representar os sons de animais — especialmente dos diversos tipos de pássaros nativos —, barulhos gerados pela vegetação, movimentos da água e sons gerados por artefatos ou entidades.
| Onomatopeia  | Significado                                      |
| ------------ | ------------------------------------------------ |
| (kw)ajj      | Som do pássaro bacurau (Nyctidromus albicollis). |
| bui/pi       | Som do pássaro anu-preto (Crotophaga ani).       |
| piskwa/chi   | Som do pássaro alma-de-gato (Piaya cayana).      |
| shun         | Som de um pato (Anatidae).                       |
| jau/kwee/siu | Som de um cachorro (Canis lupus familiaris).     |
| kwi          | Som de um porco (Suidae).                        |
| ri           | Som do porco queixada (Tayassu pecari).          |
| muu          | Som de uma vaca (Bovidae).                       |
| jeej         | Som do tamanduá (Vermilingua).                   |
| jeu          | Som do macaco-prego (Sapajus).                   |
| rajj         | Som do murmulho das árvores.                     |
| shajj        | Som de folha caindo.                             |
| tuku         | Som de osso quebrando.                           |
| kwaj/puchari | Som da água fervendo.                            |
| tsupu/kubu   | Som de objeto caindo na água.                    |
| tsajj        | Som do lançamento de uma flecha.                 |
| tujj         | Som de um tiro.                                  |
| bujj         | Som de uma pessoa caindo no chão.                |
| drajj/tajj   | Som de um animal se mexendo em um buraco.        |
| tin          | Som realizado pela ação de segurar.              |
| jiish/juj    | Som de um animal correndo de repente.            |

### Números
O sistema númerico da língua cavineña é majoritariamente composto de empréstimos de outras línguas, de modo que apenas os numerais "um" (peadya) e "dois" (beta) possuem nomes nativos. As palavras para as unidades seguintes são emprestadas da língua aimará.
A contagem na língua nativa é realizada a partir de um sistema de base 10, na qual os números de 11 à 99 seguem o padrão X tunka ("dez") Y earakana ("unidade"), apesar do uso do termo "earakana" não ser obrigatório para a compreensão. Contudo, a contagem nativa é raramente observada na prática, e, a partir do número dez, são utilizados empréstimos do idioma castelhano. A contagem originária da língua cavineña e sua correspondência em outras línguas pode ser realizada da seguinte forma:
| Numeral | Cavineña     | Aimará      |
| ------- | ------------ | ----------- |
| 1       | peadya       | maya        |
| 2       | beta         | paya        |
| 3       | kimisha      | kimsa       |
| 4       | pushi        | pusi        |
| 5       | pishika      | phisqa      |
| 6       | shukuta      | suxta       |
| 7       | pakaruku     | paqallqu    |
| 8       | kimisakaruku | kimsaqallqu |
| 9       | puskuruku    | pusiqallqu  |
| 10      | tunka        | tunka       |

| Numeral | Cavineña                       | Castelhano       |
| ------- | ------------------------------ | ---------------- |
| 11      | peadya tunka peadya earakana   | once             |
| 12      | peadya tunka beta earakana     | doce             |
| 13      | peadya tunka kimisha earakana  | trece            |
| 14      | peadya tunka pushi earakana    | catorce          |
| 15      | peadya tunka pishika earakana  | quince           |
| 20      | beta tunka                     | veinte           |
| 25      | beta tunka pishika earakana    | veinticinco      |
| 30      | kimisha tunka                  | treinta          |
| 35      | kimisha tunka pishika earakana | treinta y cinco  |
| 40      | pushi tunka                    | cuarenta         |
| 45      | pushi tunka pishika earakana   | cuarenta y cinco |
| 50      | pishika tunka                  | cincuenta        |